# پابلو کانتره ریس
پابلو کانتره ریس (اسپانیایی: Pablo Contreras‎؛ زادهٔ ۱۱ سپتامبر ۱۹۷۸) یک بازیکن فوتبال اهل شیلی است.

## تیم ملی
وی همچنین در تیم ملی فوتبال شیلی بازی کرده است.